# 岩参属
岩参属（学名：Cicerbita）是菊科下的一个属。该属共有约15种，分布于北温带和热带高山上。